# Савин, Валерий Александрович
Вале́рий Алекса́ндрович Са́вин (19 апреля 1952, Москва — 26 октября 2015, там же) — российский историк, специалист в области истории России, архивоведения, истории и организации архивного дела. Доктор исторических наук (2006), профессор Российского государственного гуманитарного университета, профессор Балтийского федерального университета имени Иммануила Канта. Автор свыше 150 научных и учебно-методических трудов, в том числе трёх монографий.

## Биография
Валерий Александрович Савин родился 19 апреля 1952 году в Москве. В 1969 году сразу после окончания школы В. А. Савин пришел на работу в Центральный государственный архив Советской Армии. Начав с технической должности, он на протяжении восьми лет освоил все тонкости работы архивиста, увлекся профессией, определившей его дальнейшую судьбу ученого.
В 1972 году В. А. Савин поступил в Московский историко-архивный институт (МГИАИ), который окончил без отрыва от профессиональной деятельности. С 1977 по 1988 годы работал инспектором и старшим инспектором Главного архивного управления при Совете Министров РСФСР, принимая непосредственное участие в организации работы ведомственных и государственных архивов России, оказании методической и практической помощи делопроизводственным и архивным службам.
В 1984 году в МГИАИ защитил диссертацию на соискание учёной степени кандидат исторических наук. Тема — «Объединенные ведомственные и межведомственные архивы в РСФСР (история, современное состояние, перспективы развития)».
С 1988 года — на преподавательской работе (Московский историко-архивный институт (с 1991 года — Историко-архивный институт РГГУ)): старший преподаватель, доцент, профессор, заместитель декана факультета архивного дела. В 1994 читал лекции по архивоведению в Варшавском университете (Польша). В. А. Савин был среди тех сотрудников МГИАИ, кто поддержал и активно участвовал в создании Российского государственного гуманитарного университета (РГГУ).
В 1988 году он был одним из инициаторов создания Центра документации Народный архив для приема на хранение материалов о жизни рядовых граждан, став автором проекта, первым исполнительным директором и членом правления «Народного архива». Другим детищем В. А. Савина стала «Архивная школа» (1991), действовавшая на условиях самоокупаемости по схеме: курсы — среднее специальное образование — высшее образование). Она была нацелена на подготовку, переподготовку и повышение квалификации специалистов для государственных и ведомственных делопроизводственных и архивных служб. В те годы это была абсолютно инновационная идея, благодаря которой в архивах России появилась не одна сотня специалистов, подготовленных именно в стенах «Архивной школы», которой В. А. Савин руководил со дня основания до ухода в докторантуру. Проблема подготовки кадров для архивной отрасли всегда была в приоритете внимания В. А. Савина.
Ещё один проект, направленный на сохранение ретроспективной документной информации, был инициирован и осуществлен им в 1997: организация ООО «Архив-сервис» для оказания услуг по обследованию состояния архивных фондов, экспертизе и описанию архивных документов в городе Москве. Развивая идеи комплексного профессионального образования, В. А. Савин участвовал также в создании Высшей школы документоведения и документационного обеспечения управления (ВШД) ИАИ РГГУ (курсовое обучение — среднее специальное образование — высшее образование) и в 2005—2006 гг. работал заместителем директора ВШД.
В 2006 году в СамГУ защитил диссертацию на соискание учёной степени доктора исторических наук. Тема — «Государственные архивы РСФСР в 1918—1941 гг.: формирование, организация, коммуникации, управление». Фундаментальным философским положением работы стало обоснование понятия о феноменологии документа, связанное с его ценностью и изменением модуса в процессе существования: «Феноменология документа — восприятие документа не просто сквозь призму содержащейся в нём информации, а через то, как меняется его сущность в общественном бытии. „Документ“, „архивный документ“, „исторический источник“, „памятник истории и культуры“ реально отражают ипостаси документа в различных состояниях».
В. А. Савин стал одним из первых теоретиков и энтузиастов организации электронного документооборота, разработал целый ряд научных направлений в области информационных ресурсов, занимался компьютерными технологиями в делопроизводстве и архивистике, изучал возможности электронных архивов. 'С 2006 по 2008 годы он работал ведущим аналитиком в корпорации «Электронный архив» (ЭЛАР, ПроСофт-М).
В 2008—2010 годах — профессор РГСУ (Российский государственный социальный университет). Здесь он разрабатывал и читал новые специальные курсы, такие как: «Документационное обеспечение управления сферы услуг», «Документационное обеспечение управления бизнес коммуникаций», «Информационно-документационное обеспечение малого бизнеса», «Информационно-документационное обеспечение управления качеством», «Документационное обеспечение управления инвестиционным менеджментом», «Документационное обеспечение управления в антикризисном управлении», «Оформление представительской документации», «Документационное обеспечение управления интеллектуальными ресурсами», «Документационное оформление бренда» и др.
В 2008—2012 годах — профессор кафедры Учебно-научного центра «Новая Россия. История постсоветской России» ИАИ РГГУ, в 2012—2015 — профессор Балтийского федерального университета имени Иммануила Канта.
Был женат на кандидате исторических наук, заведующей сектором изобразительных фондов Государственного литературного музея Ларисе Константиновне Алексеевой.
В. А. Савин скончался 26 октября 2015 года. Похоронен в Москве на Востряковском кладбище.

## Сфера научной деятельности
- История России
- История российских архивов
- Формирование архивного фонда страны
- Организация работы государственных архивов, ведомственных архивов, центров хранения современной документации, спецхранов
- Изучение состава и содержания архивных документов
- Проблемы функционирования учреждений Государственной архивной службы России

## Основные печатные труды

### Монографии
- Савин В. А. «Хранить нельзя уничтожить». Формирование и организация Государственного архивного фонда РСФСР-СССР 1918—1950 годы. — М. : РГГУ, 2000. — 223 c. — ISBN 5-7281-0356-1
- Савин В. А. Архивное наследие России. Государственный архивный фонд РСФСР: управление и коммуникации. 1918—1941. — М.: РГГУ, 2009. — 349 с. — ISBN 978-5-7281-1076-7

### Учебное пособие
- Савин В. А. Государственное архивное наследие России в период между Первой и Второй мировыми войнами (1918—1941 годы): Учебное пособие. — Калининград: Изд. Балтийского федерального университета имени Иммануила Канта, 2013. — 216 с. — ISBN 978-5-9971-0279-1

### Основные статьи, публикации документов
- Савин В. А. Объединенные ведомственные архивы в РСФСР (1920-е — конец 1950-х годов) // Советские архивы. 1984. № 1. С. 21—27.
- Савин В. А. Организационно-методическое руководство и контроль за работой ведомственных архивов и организацией документов в делопроизводстве учреждений // Правила работы государственных районных и городских архивов / Под общ. ред. Е. Ф. Сопина и др. — М.: 1989. С. 51—57.
- Савин В. А. Формирование Государственного архивного фонда СССР в 1920—1950-х годах // Советские архивы. 1991. № 1. С. 44—54.
- Савин В. А. «Продолжаем продвигаться в глубь безуютной страны»: Свидетельства рядового участника «освободительного похода» 1939 г. и финской войны 1939—1940 гг. // Источник. 1993. № 3. С. 29—44.
- Савин В. А. «Архивная школа» в системе подготовки и переподготовки архивных кадров // Актуальные проблемы управления архивным делом и экономической деятельности архивных учреждений: Материалы научно-практической конференции. (5-6 октября 1993, Москва). — М.: 1994. С. 206—209.
- Савин В. А. «Тушить пожар и вывозить громадные ценности эмира»: Как произошла «народная революция» в Туркестане // Источник. 1994. № 5. С. 38—48.
- Савин В. А., Виноградова Я. Ю. Из истории создания и функционирования спецхрана в архиве // Отечественные архивы. 1994. № 1. С. 18—26.
- Савин В. А. Охрана государственных секретов в условиях становления административно-командной системы (создание секретных государственных хранилищ ретроспективной информации в 1920-х годах) // Российская государственность: опыт и перспективы изучения: Чтения памяти профессора Т. П. Коржихиной: Материалы межвузовской научной конференции. (1-3 июня 1995 г., Москва). — М.: 1995. С. 82—85.
- Савин В. А. «Мой труд не принесет мне ничего, кроме горя»: Из переписки Б. В. Савинкова // Источник. 1995. № 4. С. 4—32.
- Савин В. А. Объединенные ведомственные архивы в Российской Федерации (1960-е — первая половина 1990-х годов) // Отечественные архивы. 1995. № 4. С. 17—28.

### Некрологи
- «Ушёл из жизни профессор университета Валерий Савин»: Некролог сайте Балтийского федерального университета имени Иммануила Канта, 27.10.2015
- Малышева Е. П. В. А. Савин (1952—2015) // Отечественные архивы. 2016. № 1. С. 136.